# Юрка, Бланш
Бланш Ю́рка (англ. Blanche Yurka; 18 июня 1887 — 6 июня 1974) — американская актриса.

## Биография
Бланш Юрка родилась 18 июня 1887 года в Сент-Поле, Миннесота, в семье чешских иммигрантов. Прежде чем стать актрисой она была оперной певицей. Бланш дебютировала на Бродвее в 1910 году и закрепила за собой амплуа характерной актрисы. Она не только играла на сцене, но была также театральным драматургом и режиссёром.
В 1922 году Бланш вышла замуж за актёра Яна Кейта, который был младше её на 12 лет, а спустя четыре года они развелись.
Помимо театра она снималась в кино, появившись с 1917 по 1961 год более чем в 20 фильмах. Наиболее известными её роли были в фильмах «Повесть о двух городах» (1935), «Песня Бернадетт» (1943) и «Южанин» (1945). Она продолжала активно сниматься и играть до середины 1960-х годов.
Бланш Юрка умерла в Нью-Йорке 6 июня 1974 года от артериосклероза в возрасте 86 лет. Была похоронена на кладбище Кенсико.

## Избранная фильмография
| Год  |   | Русское название             | Оригинальное название      | Роль                  |
| ---- | - | ---------------------------- | -------------------------- | --------------------- |
| 1935 | ф | Повесть о двух городах       | A Tale of Two Cities       | мадам Дефарж          |
| 1943 | ф | Песня Бернадетт              | The Song of Bernadette     | тётя Бернарда Кастеро |
| 1944 | ф | Мост короля Людовика Святого | The Bridge of San Luis Rey | аббатиса              |
| 1944 | ф | Вой оборотня                 | Cry of the Werewolf        | Бианка                |
| 1945 | ф | Южанин                       | The Southerner             | мама                  |
| 1947 | ф | Пламя                        | The Flame                  | тётя Маргарет         |
| 1950 | ф | Фурии                        | The Furies                 | мать Эрреры           |